# Soundarya R. Ashwin
Soundarya Rajinikanth Ashwin, née le 20 septembre 1984 à Chennai en Inde, de son nom de naissance Shaku Bai Rao Gaikwad, est une graphiste, productrice et réalisatrice indienne qui travaille principalement dans l'industrie cinématographique tamoule. 

## Biographie
Shaku Bai Rao Gaikwad naît le 20 septembre 1984 à Chennai, dans l'État du Tamil Nadu, en Inde. Elle est la fille de l'acteur Shivaji Rao Gaekwad dit Rajnikanth et de la productrice Latha Rajinikanth.
Shaku Bai Rao Gaikwad commence à travailler dans le monde du cinéma en tant que graphiste (graphic designer). Elle s'oriente ensuite vers la production et fonde en 2007 le studio de production Ocher Picture Productions, dont elle devient la PDG. En 2010, elle devient une productrice remarquée en produisant Goa de Venkat Prabhu, une comédie romantique. La même année, elle épouse à Chennai Ashwin Ramkumar, qui dirige une entreprise de construction. Elle prend alors le nom de Soundarya Rajnikanth Ashwin.
Soundarya R. Ashwin s'oriente vers la réalisation pour un projet de film d'animation en images de synthèse, Sultan, dont le projet démarre en 2008, mais le film est finalement abandonné. L'idée d'un film d'animation en images de synthèse où jouerait Rajnikanth n'est toutefois pas abandonné, et, en 2014, Soundarya R. Ashwin réalise finalement son premier film, Kochadaiiyaan, un film d'aventure animé en images de synthèse où son père incarne le personnage principal. La même année, elle remporte le prix NDTV Indian of the Year Innovation technique dans un film. En 2017, elle a réalisé la deuxième partie du film dans Velaiilla Pattadhari 2 suite du film Velaiilla Pattadhari de 2014 avec l'acteur Dhanush en tant que rôle principal. Soundarya a essayé de faire en sorte que le film soit aussi divertissant que la première partie. Mais le film reçoit des critiques mitigées.

## Filmographie

### Graphiste
- 1999 : Padayappa (titre)
- 2002 : Baba (titre)
- 2005 : Chandramukhi (titre)
- 2005 : Anbe Aaruyire
- 2005 : Sivakasi
- 2005 : Majaa
- 2005 : Sandakozhi
- 2007 : Chennai 600028
- 2007 : Sivaji (titre)
- 2014 : Kochadaiiyaan

### Productrice
- 2010 : Goa

### Réalisatrice
- 2014 : Kochadaiiyaan
- 2017 : Velaiilla Pattadhari 2